# 藤田咲・田村睦心のなんやかんや
『藤田咲・田村睦心のなんやかんや』（ふじたさき・たむらむつみのなんやかんや）は、ラジオ関西で放送されていたアニラジ。地上デジタルラジオ超!A&G+にもネットされ、各局のインターネットラジオでも配信されていた。

## 番組概要

### パーソナリティ
- 藤田咲（サキンヌ）
- 田村睦心（ムッツリ）

### 放送時間
| 放送対象地域                                           | 放送局・配信先                          | 系列                              | 放送期間                       | 放送時間                                                         | 備考                   |
| ------------------------------------------------------ | --------------------------------------- | --------------------------------- | ------------------------------ | ---------------------------------------------------------------- | ---------------------- |
| 兵庫県                                                 | ラジオ関西 「なんやかんや」制作局       | 独立                              | 2009年10月18日 - 2010年3月28日 | 毎週日曜日 23:00 - 24:00                                         | アニたまどっとコム枠内 |
| 東京都・埼玉県 千葉県・神奈川県の一部 (DRP東京 9302ch) | 超!A&G+                                 | -                                 | 2009年10月21日 - 2010年3月31日 | 毎週水曜日 24:00 - 25:00 (リピート放送:毎週木曜日 12:00 - 13:00) |                        |
| 全国放送                                               | 超!A&G+                                 | インターネット ストリーミング配信 | 2009年10月21日 - 2010年3月31日 | 毎週水曜日 24:00 - 25:00 (リピート放送:毎週木曜日 12:00 - 13:00) |                        |
| 全国放送                                               | BBQR                                    | インターネットラジオ              | 2009年10月22日 - 2010年4月1日  | 毎週木曜更新                                                     | 超!A&G+放送分を配信    |
| 全国放送                                               | アニたまどっとコム インターネットラジオ | インターネットラジオ              | 2009年10月23日 - 2010年4月2日  | 毎週金曜更新                                                     | ラジオ関西放送分を配信 |

## コーナー
- 惚れてまうやろー!（ - 2010年3月21日）
リスナーから寄せられた異性のキュンとくるセリフやしぐさを紹介後、藤田、田村が紹介したセリフ・仕草が出るシチュエーションについてディスカッションをし、その上で「惚れてまうやろー!」「惚れねーよ!」等で判定する。
- 二人の気持ちを合わせましょう（ - 2010年2月28日）
リスナーから寄せられた質問に藤田・田村が同時に答え、答えを合わせられるか挑戦する
- 田村の気持ちを考えよう！（ - 2010年3月21日）
田村が「世渡り上手」になれるよう、リスナーから寄せられた、「世渡り上手」になるためのテクニックを紹介する
- おおかみかくしはどーれだ？（2010年1月31日 - 2010年3月21日）
リスナーから寄せられた「秘密」とスタッフが作った「ウソの秘密」を紹介し、藤田が本当の秘密を見抜いていく。藤田が間違うと藤田に田村が噛みつき、逆に藤田が正解すると田村に藤田が噛みつく。藤田出演のアニメ『おおかみかくし』にちなんだコーナー
- 今週の一筆（ - 2010年3月28日）
書道段持ちのふたりが今週の感想を書にしたしめて発表する

ラジオ関西限定コーナー
- 検索ちゃん（ - 2010年3月21日）[1]
兵庫を知らない2人が、インターネットの検索機能を使って兵庫にまつわる有名なものを検索しながら学び、兵庫に関するクイズに挑戦。より早く検索できた方の勝ち。2010年1月10日までは10敗すると兵庫にちなんだ罰ゲームのルールだったが、田村が10敗し、罰ゲームを受けたため2010年1月31日からは10勝するとご褒美がもらえるルールに変更となった。

超!A&G+限定コーナー
- デジタルナイトスクープ（ - 2010年3月21日）[1]
ネット上にあるウワサや、リスナーから寄せられたウワサをアポなし訪問などをしながら検証する

### 過去のコーナー
- 藤田咲のおもしろくない話（ - 2009年12月20日）
おもしろくない人好きの藤田のためにリスナーから寄せられたおもしろくない話を紹介し藤田が若本規夫のまねをしながら判定する。おもしろくない話の朗読は田村が行う

### 単発企画
上記コーナーとは別に単発で様々な企画を行っている
- 2009年11月15日放送分 特別企画「パクれ！アニたまどっとコム」 - 当番組の構成が不規則なことから、アニたまどっとコム内の他番組を紹介しながら、番組の方向性を検討した。
- 2009年11月22日放送分 「緊急特別企画なんやかんや意識調査」
- 2009年11月29日放送分 「緊急特別企画私たちも予言してみよう！」 - 12月から1月までの予言（予想）対決を行った。予想結果発表と罰ゲームは2010年1月10日放送分で行った。
- 2009年12月13日放送分 特別企画「ヒーリング・ワンフレーズ」 - シチュエーションと組み合わせたセリフを言って年末忙しいリスナーを癒していく[2]
- 2010年1月3日放送分 「新年恒例企画　なんやかんや大すごろく大会」
- 2010年1月17日放送分 「神戸クイズグランプリ」（検索ちゃん拡大版） - 兵庫にまつわるクイズ対決をした。超!A&G+でも放送。[3]
  - 「検索ちゃん罰ゲームスペシャル」 - 2010年1月10日放送分の「検索ちゃん」で10敗した田村に「収録中は英語禁止」とし、英語の発言都度、尻ハリセンの罰ゲームを実行。
- 2010年2月7日放送分 「帰ってきたヒーリング・ワンフレーズ」- 今回はくじを引き、生電話をしたリスナーまたはラジオを聞いているリスナーに対してセリフを言った。
- 2010年2月28日放送分 「二人の気持ちを合わせましょうスペシャル」- 1時間内に二人が選んだ数字を合わせた数(藤田：「6」　田村：「3」＝63通)の半数を超えなければ罰ゲームを受けるというルールで、1時間「二人の気持ちを合わせましょう」を行った
- 2010年3月14日放送分「スタッフからの恩返し　Dethホワイトデー」- バレンタインに「ロシアンチョコレート」に参加したスタッフからの恩返し（仕返し）として、藤田・田村がクッキーに書かれた番号に応じた、チャレンジを行った。
- 2010年3月28日放送分「最終回特別企画なんやかんや理解度チェック」 - 最終回時点での互いの理解度を確かめるため、互いがアンケートの答えを当てあうクイズに挑戦した。当てた答えが少なかった者には尻ハリセンの罰ゲームが行われた。

## ゲスト
※放送日はラジオ関西放送分
- 第15回(2010年1月24日放送分)：中村繪里子 - ラジオ関西「おどろき戦隊 モモノキファイブ」パーソナリティ

## エピソード
※放送日はラジオ関西放送分
- 番組内では、GARNET CROWファンの藤田が毎回GARNET CROW情報や、GARNET CROWの関連楽曲を紹介している。また、NARUTOファンの田村も、アニメ「NARUTO」の主題歌楽曲を紹介している
- 2009年11月8日,12月20日,2010年1月24日放送分では、ディレクターの指示ミスにより、最後のお便りを紹介しきれずエンディングまで行かないまま番組が終了してしまった。
- 2009年11月15日放送分は放送局別限定コーナーを紹介するため、行うコーナーを入れ替えて行った。（超!A&G+放送分の「検索ちゃん」はスタジオがネット環境でないため、本家「爆笑問題の検索ちゃん」同様、スタッフが事前に検索した中から出題された。）
- 2010年2月14日放送分では、ラジオ関西放送日がバレンタインであることにちなみ、藤田・田村が収録前に持ち込んだ手作りチョコレートで「ロシアンチョコレート大会」を行った
- 2010年2月21日放送分では、「ラジオどっとあい 田村睦心のブエノス!でィあす」のコーナー「週刊憧れウーマン」のパクリ企画を行い、「田村が隙のある女性かどうか」を調査した。また、ふつおたでは溜まったコーナー宛てのメールも紹介した。(なお、ラジオどっとあいはラジオ関西では放送されていない。)